# 庫賴山脈
庫賴山脈是俄羅斯的山脈，位於阿爾泰共和國，全長140公里，最高點海拔高度3,412米。從山脈發源的主要河流往北方流經數百公里，通過阿爾泰山脈和捷列茨科耶湖。
50°18′N 88°20′E / 50.300°N 88.333°E